# Detto Mariano
Detto Mariano, pseudonimo di Mariano Detto (Monte Urano, 27 luglio 1937 – Milano, 24 marzo 2020), è stato un compositore, arrangiatore, paroliere, pianista, produttore discografico ed editore musicale italiano.
Ha collaborato con molti artisti, di cui i più noti sono Adriano Celentano, Al Bano, I Camaleonti, Milva, Mario Del Monaco, Mina e Lucio Battisti, realizzando gli arrangiamenti di alcune canzoni entrate nella storia della musica leggera italiana e diventando uno dei più noti arrangiatori italiani. Ha composto inoltre le musiche per molte canzoni e colonne sonore di successo.

## Biografia

### Gli inizi
La madre, nata nel maggio del 1915, viene battezzata "Guerra", cambiato poi all'anagrafe in "Guera" (anche se viene chiamata da tutti i parenti Eda o Edda) Anibaldi; il padre, Michele, è un organista dilettante, e gli impartisce i primi insegnamenti di musica sin dall'infanzia: la notte di Natale del 1943, a soli sei anni, suona per la prima volta in pubblico una pastorale, durante la messa di mezzanotte.
Nel 1946 la famiglia, da Monte Urano (un paese della provincia di Fermo), si trasferisce per motivi di lavoro a Torino, andando ad abitare in una soffitta di via Carlo Alberto 41; nel capoluogo piemontese Mariano aiuta il padre nel suo lavoro di calzolaio, andando a vendere le scarpe ai mercati rionali con la madre.
Dopo alcuni anni di allontanamento dalla musica, per caso a 14 anni suona per la prima volta un pianoforte durante una gita scolastica (prima, aveva sempre suonato un harmonium). Da quel momento, dopo aver convinto il padre ad affittare un pianoforte, ricomincia a suonare; non tralascia però gli studi e si diploma in ragioneria.
Nel 1958 avviene il suo ingresso nel mondo della musica leggera: viene infatti ingaggiato come pianista dal cantante torinese Rudy Anselmo, ed è proprio insieme ad Anselmo, autore di testi, e al paroliere Riccardo Bellato che inizia a scrivere le prime canzoni.
Nel 1960 è costretto ad interrompere l'attività per la chiamata al servizio militare, che svolge nella caserma del 7º Artiglieria di Torino.

### Adriano Celentano e il Clan
Proprio durante il servizio di leva Mariano conosce una recluta, Adriano Celentano, all'epoca già noto come cantante, con cui entra in rapporto di amicizia; Celentano gli propone di entrare come tastierista nel suo gruppo di accompagnamento, I Ribelli, e per questo motivo, al termine del servizio militare, si trasferisce a Milano.
Inizia quindi a lavorare come pianista e arrangiatore del gruppo (riproducendo gli arrangiamenti che Ezio Leoni e Giulio Libano realizzavano per la Jolly) nelle esibizioni dal vivo del Molleggiato.
Quando il cantautore decide di dar vita all'etichetta Clan Celentano, Detto Mariano, sebbene in modo molto rocambolesco (viene preferito infatti al più anziano M° Enzo Ceragioli che aveva già arrangiato il primo 45 giri dell'etichetta milanese: "Te ne vai" incisa da Ricky Gianco), viene coinvolto come arrangiatore ufficiale: il primo lavoro che realizza è Sei rimasta sola, canzone che ottiene un grande successo.
Arrangia quindi i dischi realizzati dagli altri artisti del Clan, da Ricky Gianco a Don Backy, da La Ragazza del Clan a Gino Santercole; lavora anche per le etichette satelliti, come la Ciao! Ragazzi e la Fantasy, arrangiando le prime incisioni di artisti come Ico Cerutti, Albano, Guidone, Pilade.
Dall'aprile 1962 al dicembre 1967 è l'arrangiatore di tutte le incisioni degli artisti del Clan; realizza inoltre gli arrangiamenti per le esibizioni dal vivo degli artisti nelle varie manifestazioni musicali dell'epoca, dal Festival di Sanremo a Un disco per l'estate, dal Festivalbar alla Mostra Internazionale di Musica Leggera di Venezia.
In parallelo continua l'attività di compositore e, sporadicamente, di autore di testi; si dedica inoltre anche alla realizzazione di colonne sonore (di cui la prima, nel 1963, è quella per il film Uno strano tipo).

### Il caso Don Backy
Dal 1961 al 1973 una stretta collaborazione fra Don Backy (al secolo Aldo Caponi) e Detto Mariano fa nascere canzoni come L'immensità, Canzone, Casa Bianca, Un sorriso e molte altre.
Nel 1990 Don Backy gli intenta causa rivendicando l'intera paternità delle canzoni. L'11 marzo 2009 la Suprema Corte di Cassazione rigetta definitivamente ogni rivendicazione di Don Backy ritenendola totalmente infondata.

### Dopo il Clan: altre esperienze come compositore e arrangiatore
Nel 1968, a causa di forti divergenze sopravvenute nei rapporti fra Don Backy e Adriano Celentano, Mariano si allontana dal Clan e inizia a lavorare per artisti legati ad altre etichette discografiche, come la EMI, la CBS, la Dischi Ricordi e altre: risale a questo periodo l'inizio della collaborazione con Lucio Battisti, che si concretizza nella realizzazione di quasi tutte le incisioni del cantautore reatino prima del passaggio alla Numero Uno fra le quali vanno ricordate Mi ritorni in mente, Acqua azzurra, acqua chiara, Fiori rosa, fiori di pesco, solo per citarne alcune.
Sempre grazie alla Ricordi ha modo di lavorare insieme a Bobby Solo (Zingara e Siesta), a Milva (Un sorriso), e all'Equipe 84 (Tutta mia la città); fuori da quest'etichetta sono particolarmente rilevanti le collaborazioni con i Camaleonti (L'ora dell'amore, Applausi e l'album Vita d'uomo); con Al Bano (Nel sole) passato nel frattempo alla Voce del Padrone e del quale sarà anche testimone di matrimonio, e con un giovanissimo Edoardo Bennato per il 45 giri Marylou/La fine del mondo.

### Gli anni settanta: il ritorno al Clan
Nel settembre del 1971, dopo quattro anni, riallaccia, anche questa volta in modo molto rocambolesco, i rapporti con il Clan Celentano: da questo momento viene nuovamente chiamato a collaborare, anche se non più in maniera esclusiva.
Risale a questo periodo l'arrangiamento di Prisencòlinensinàinciùsol, canzone che riesce addirittura ad entrare in classifica negli Stati Uniti (al settantesimo posto).
Continua inoltre, in maniera sempre più intensiva, l'attività di compositore di colonne sonore, realizzando tra le altre quella di Yuppi du nel 1974.

### Altre attività

Un primo piano di Detto Mariano

Nel 1975 produce un LP per il celebre tenore Mario Del Monaco, per il quale arrangia il brano Un amore così grande e compone il brano Il mio primo angelo, cantati successivamente anche da Claudio Villa.
Grazie all'incontro con Renato Rascel, per cui ha realizzato l'arrangiamento di Sì, buonasera (subito balzato in testa alle classifiche), Mariano scrive con l'artista romano e insieme a Dino Verde la commedia musicale In bocca all'ufo, rappresentata con successo prima al "Teatro Sistina" di Roma e poi in tutta Italia nella stagione 1979-1980, e la colonna sonora della serie televisiva Nemici per la pelle (1980-1981).
Sempre nel 1979 inizia l'attività di compositore di sigle per cartoni animati fra le quali Mazinga, Temple e Tam Tam, Judo Boy, Gundam, Astroganga, Piccola Lulu, I bon bon di Lilly, e nel 1985 due sigle per Cristina D'Avena: Il grande sogno di Maya e Le avventure della dolce Katy (su testo di Alessandra Valeri Manera).
Fonda in questo periodo una propria etichetta discografica dal nome CLS.
La CLS Records prima, e la Meeting Music dopo, si divisero in due differenti distribuzioni. La prima (che si trovava a Milano in Piazzetta Pattari 1/3 e successivamente in Viale Sabotino 2), diretta da Pino Ciancioso, si occupava della distribuzione diretta ai grossisti, la seconda, invece, era affidata alla Ricordi (con sede centrale in Via Berchet 2 a Milano), diretta da Pasquale Izzo.
Negli anni ottanta a questa affiancherà quella di autore di colonne sonore per fiction e programmi televisivi, fra le quali Drive In e Due assi per un turbo.

### Gli anni Ottanta e Novanta: il cinema
Alla fine degli anni settanta (1979) entra nel mondo delle colonne sonore con il primo film di Maurizio Nichetti, Ratataplan.
Negli anni ottanta compone dirige e realizza una serie di colonne sonore per film quali Qua la mano, Il bisbetico domato, Spaghetti a mezzanotte, Il ragazzo di campagna, Al bar dello sport, È  arrivato mio fratello e Amore tossico.
Inoltre è l'arrangiatore delle musiche composte da Gianni Ferrio per il film del 1981 L'onorevole con l'amante sotto il letto con Lino Banfi.

### Gli anni Duemila
Nel 2005 vince il primo, il secondo e il terzo premio in una speciale gara di "poesia con musiche originali" denominata "Biennale della Poesia" andata in scena al Palazzo del Cinema di Venezia nella quale partecipavano attori come Arnoldo Foà, Nando Gazzolo, Remo Girone e altri.
Nel luglio 2007 ha ricevuto il Premio alla Carriera alla settima edizione del Grand Prix Corallo Città di Alghero.
Detto Mariano è inoltre anche editore musicale (fondatore della casa Detto Music) e discografico dapprima con la Love e poi con la CLS.
Il 9 settembre 2011 Detto Mariano, è diventato cittadino onorario di Poggio Bustone, il paese natale di Lucio Battisti, durante la finale del Premio Poggio Bustone.
A maggio del 2013 riceve la Medaglia per il Beato Angelico per il Rinascimento, durante il doppio concerto che si è tenuto presso la chiesa di Santo Stefano al Ponte a Firenze. Durante la serata ha presentato il brano "Ieri, Oggi Sempre" (scritto per il Giubileo del 2000) ed eseguito a corali riunite da 8 cori (circa 300 coristi), dalla Maberliner Symphony Orchestra di Pistoia, fondata dal maestro Riccardo Cirri e diretta, per l'occasione, da Detto Mariano, con la partecipazione del soprano Martina Ferrarini e il maestro Nehemiah Hunter Brown.

### Morte
È morto a Milano la notte del 24 marzo 2020, a 82 anni, dopo essere stato ricoverato per due settimane in terapia intensiva a causa della COVID-19. È stato tumulato nell'edicola di famiglia, al Cimitero Maggiore di Milano.
Nel 2020 gli è stato conferito il Premio Alessandro Cicognini alla memoria.

## Discografia

### Album in studio
- 1963 - Uno strano tipo (Clan Celentano, ACC 40000, LP)
- 1975 - Dedicato a... (CGD, 65748, LP), come Detto Mariano e la Pop Orchestra
- 1976 - Come una Cenerentola (Clan Celentano, CLN 81342, LP)
- 1977 - L'altra metà del cielo
- 1980 - Ratataplan (CAM, AMP 224, LP)
- 1980 - Qua la mano (Fonit Cetra, LPX 85, LP)
- 1980 - La Locandiera
- 1981 - Manolesta
- 1987 - Due assi per un turbo
- 2015 - Il giustiziere della strada
- 2016 - Amore tossico
- 2016 - Striker
- 2016 - Firenze! L'assassino è ancora tra noi
- 2017 - La principessa nuda
- 2020 - Il ragazzo di campagna
- 2020 - Delitto al ristorante cinese
- 2022 - La casa stregata - Mia moglie è una strega
- 2023 - Grandi Magazzini (Colonna sonora originale)
- 2023 - Sballato, gasato, completamente fuso (Original Soundtrack)

### Singoli
- 1963 - Guitar Song
- 1974 - Il giudice e la minorenne
- 1978 - Ave Maria di Schubert/Dear mr. Man (CLS, MDF 002, 7")
- 1980 - Ho fatto splash I/Ho fatto splash II (CAM, AMP 231, 7")
- 1987 - In Do Minore
- 2011 - Mad
- 2020 - Il ragazzo di campagna

## Canzoni scritte
| Anno | Titolo                    | Interpreti                                     | Autori del testo                      | Autori della musica                  |
| ---- | ------------------------- | ---------------------------------------------- | ------------------------------------- | ------------------------------------ |
| 1958 | Sono pazzo di te          | Rudy Anselmo                                   | Riccardo Bellato                      | Detto Mariano                        |
| 1961 | Ciao amore                | Adriano Celentano                              | Riccardo Bellato                      | Detto Mariano e Adriano Celentano    |
| 1961 | 200 all'ora               | I Ribelli                                      | strumentale                           | Detto Mariano                        |
| 1961 | Enrico VIII               | I Ribelli                                      | strumentale                           | Detto Mariano                        |
| 1963 | Alle nove al bar          | I Ribelli                                      | Mogol e Gino Santercole               | Detto Mariano e Giorgio Benacchio    |
| 1964 | Terribilmente             | Liù Di Maggio                                  | Miki Del Prete e Don Backy            | Detto Mariano e Don Backy            |
| 1965 | Quando il sole scenderà   | Ico Cerutti                                    | Miki Del Prete e Alessandro Colombini | Detto Mariano                        |
| 1965 | Quanti ragazzi            | Isabella Iannetti                              | Miki Del Prete e Don Backy            | Detto Mariano e Adriano Celentano    |
| 1965 | Ma con chi                | Solidea                                        | Miki Del Prete e Luciano Beretta      | Detto Mariano e Adriano Celentano    |
| 1966 | La mia ciccia             | Pilade                                         | Luciano Beretta e Miki Del Prete      | Detto Mariano e Lorenzo Pilat        |
| 1966 | Io punto tutto su di te   | The Bachelors                                  | Luciano Beretta e Miki Del Prete      | Detto Mariano e Adriano Celentano    |
| 1967 | L'immensità               | Don Backy, Johnny Dorelli e i Negramaro (2005) | Mogol e Don Backy                     | Detto Mariano e Don Backy            |
| 1967 | Torno sui miei passi      | Adriano Celentano                              | Luciano Beretta e Miki Del Prete      | Detto Mariano                        |
| 1967 | Non sono Frank Sinatra    | Pilade                                         | Luciano Beretta e Miki Del Prete      | Detto Mariano e Lorenzo Pilat        |
| 1967 | Le vitamine               | Teo                                            | Miki Del Prete e Don Backy            | Detto Mariano e Adriano Celentano    |
| 1968 | Canzone                   | Don Backy, Adriano Celentano e Milva           | Don Backy                             | Detto Mariano e Don Backy            |
| 1968 | Un minuto e non di più    | Milena Cantù                                   | Riccardo Pradella                     | Detto Mariano                        |
| 1969 | Cominciava così           | Equipe 84                                      | Maurizio Vandelli                     | Detto Mariano e Maurizio Vandelli    |
| 1969 | Acqua di mare             | Romina Power                                   | Vito Pallavicini                      | Detto Mariano e Albano Carrisi       |
| 1970 | Uno qualunque             | Giuliana Valci                                 | Oscar Avogadro                        | Detto Mariano                        |
| 1970 | Quel poco che ho          | Al Bano                                        | Luciano Beretta                       | Detto Mariano e Albano Carrisi       |
| 1971 | Due occhi chiari          | Romina Power                                   | Romina Power                          | Detto Mariano e Romina Power         |
| 1973 | Battista                  | Ugolino                                        | Guido Lamberti                        | Detto Mariano e Giuseppe Cappelletti |
| 1973 | Il robot                  | Ugolino                                        | Guido Lamberti                        | Detto Mariano e Giuseppe Cappelletti |
| 1975 | Anna Anna                 | La Quinta Faccia                               | Detto Mariano                         | Detto Mariano                        |
| 1975 | Una donna                 | La Quinta Faccia                               | Detto Mariano                         | Detto Mariano                        |
| 1977 | Amarti, volerti, pensarti | Claudia Mori                                   | Antonio Balducci                      | Detto Mariano                        |
| 1977 | Una vita diversa          | Camaleonti                                     | Detto Mariano                         | Tonino Cripezzi                      |
| 1979 | Il mio primo angelo       | Mario Del Monaco                               | Andrea Lo Vecchio                     | Detto Mariano                        |
| 1979 | Ratataplan                | Raffaella Carrà                                | Detto Mariano                         | Detto Mariano                        |
| 1979 | Halgatron                 |                                                | strumentale                           | Detto Mariano                        |
| 1979 | Rhan                      |                                                | strumentale                           | Detto Mariano                        |
| 1979 | Figli di Giove            | Galaxy Group                                   | Detto Mariano                         | Detto Mariano                        |
| 1979 | Temple e Tamtam           | I Piccoli Cantori di Nini Comolli              | Andrea Lo Vecchio                     | Detto Mariano                        |
| 1979 | Erba fresca               |                                                | strumentale                           | Detto Mariano                        |
| 1979 | Proibito                  | Proibito                                       | Andrea Lo Vecchio, Umberto Boserman   | Detto Mariano                        |
| 1979 | Judo Boy                  | Judo Boy (Mario Balducci)                      | Andrea Lo Vecchio                     | Detto Mariano                        |
| 1979 | Ken                       |                                                | Strumentale                           | Detto Mariano                        |
| 1980 | Gundam                    | Peter Rei (Mario Balducci)                     | Andrea Lo Vecchio                     | Detto Mariano                        |
| 1980 | Bright                    |                                                | strumentale                           | Detto Mariano                        |
| 1980 | Astroganga                | Galaxy Group                                   | Andrea Lo Vecchio                     | Detto Mariano                        |
| 1980 | Maya                      |                                                | strumentale                           | Detto Mariano                        |
| 1980 | Tubby                     |                                                | strumentale                           | Detto Mariano                        |
| 1981 | Zawa Zawa                 |                                                | strumentale                           | Detto Mariano                        |
| 1981 | I bonbon di Lilly         | Il piccolo coro di Lilly                       | Andrea Lo Vecchio                     | Detto Mariano                        |
| 1981 | Toto                      |                                                | strumentale                           | Detto Mariano                        |
| 1981 | Marine                    |                                                | strumentale                           | Detto Mariano                        |
| 1981 | La schedina               | Signor Rossi                                   | Andrea Lo Vecchio                     | Detto Mariano                        |
| 1981 | Testo libero              |                                                | strumentale                           | Detto Mariano                        |
| 1981 | Non te ne andare via      | Mario Del Monaco                               | Detto Mariano                         | Detto Mariano                        |
| 1982 | Io senza te non vivo      | Giuseppe Di Stefano                            | Andrea Lo Vecchio                     | Detto Mariano                        |

## Arrangiamenti
Dove non espressamente indicato, si intende 33 giri
| Anno | Interprete               | Titolo                                                     | Casa discografica             |
| ---- | ------------------------ | ---------------------------------------------------------- | ----------------------------- |
| 1964 | La Ragazza del Clan      | Eh!Già/Ogni sera al bar (45 giri)                          | Clan Celentano ACC 24014      |
| 1965 | Adriano Celentano        | Non mi dir                                                 | CBS Italiana ACC 40002        |
| 1965 | Bobby Solo               | Il secondo LP di Bobby Solo; brano Te vojo bene assaie     | Dischi Ricordi MRL 6045       |
| 1966 | Adriano Celentano        | La festa                                                   | Clan Celentano ACC 40006      |
| 1966 | Bobby Solo               | Per far piangere un uomo/Luna del lunedì (45 giri)         | Dischi Ricordi SRL 10433      |
| 1966 | Adriano Celentano        | Il ragazzo della via Gluck                                 | Clan Celentano ACC 40007      |
| 1966 | Bobby Solo               | Non c'è più niente da fare/Serenella (45 giri)             | Dischi Ricordi SRL 10440      |
| 1967 | Al Bano                  | Nel sole                                                   | La voce del padrone psq 048   |
| 1967 | Bobby Solo               | San Francisco/Peek a boo (45 giri)                         | Dischi Ricordi SRL 10467      |
| 1968 | Bobby Solo               | Siesta/A presto, ciao... ti amo (45 giri)                  | Dischi Ricordi SRL 10487      |
| 1968 | Lucio Battisti           | Prigioniero del mondo/Balla Linda (45 giri)                | Dischi Ricordi SRL 10495      |
| 1968 | Bobby Solo               | Una granita di limone/Vaya con Dios (45 giri)              | Dischi Ricordi SRL 10503      |
| 1968 | Lucio Battisti           | La mia canzone per Maria/Io vivrò (senza te) (45 giri)     | Dischi Ricordi SRL 10513      |
| 1969 | Bobby Solo               | Zingara/Piccola ragazza triste (45 giri)                   | Dischi Ricordi SRL 10527      |
| 1969 | Camaleonti               | Vita d'uomo                                                | CBS Italiana 52724            |
| 1969 | Franco Guidi             | Dai Benedetto/Amico mio riposati (45 giri)                 | RCA Talent TL 23              |
| 1969 | Bobby Solo               | Domenica d'agosto/Una donna che passò (45 giri)            | Dischi Ricordi SRL 10545      |
| 1969 | Al Bano                  | Pensando a te                                              | La voce del padrone qelp 8188 |
| 1969 | Lucio Battisti           | Acqua azzurra, acqua chiara/Dieci ragazze (45 giri)        | Dischi Ricordi SRL 10538      |
| 1969 | Edoardo Bennato          | Marylou/La fine del mondo (45 giri)                        | Numero Uno ZN 50004           |
| 1969 | Lucio Battisti           | Mi ritorni in mente/7 e 40 (45 giri)                       | Dischi Ricordi SRL 10567      |
| 1969 | Adriano Celentano        | Le robe che ha detto Adriano                               | Clan Celentano BF 502         |
| 1970 | Lucio Battisti           | Emozioni                                                   | Dischi Ricordi SMRL 6079      |
| 1970 | Mina                     | Insieme/Viva lei (45 giri)                                 | PDU                           |
| 1972 | Adriano Celentano        | I mali del secolo                                          | Clan Celentano BFM 701        |
| 1973 | Adriano Celentano        | Nostalrock                                                 | Clan Celentano CLN 65764      |
| 1974 | Adriano Celentano        | Bellissima/Stringimi a te (45 giri)                        | Clan Celentano CLN 2443       |
| 1975 | Adriano Celentano        | Yuppi du                                                   | Clan Celentano CLN 69120      |
| 1976 | Adriano Celentano        | Svalutation/La barca (45 giri)                             | Clan Celentano CLN 4375       |
| 1978 | Renato Rascel            | Sì... buonasera!/Un cuore con la K(45 giri)                | CBS/CGD CBS 6822              |
| 1979 | Galaxy Group             | Mazinga Z/Figli di Giove (45 giri)                         | Meeting MMC 102               |
| 1979 | Tam Tam                  | Temple e Tam Tam/Erba fresca(45 giri)                      | Meeting MMC 103               |
| 1979 | Billy's Gang             | Billy il bugiardo/Billy il bugiardo (strumentale)(45 giri) | Meeting CBS 8214              |
| 1980 | Peter Rei                | Gundam/Bright(45 giri)                                     | Meeting MMC 106               |
| 1980 | Judo Boy                 | Judo Boy/Ken(45 giri)                                      | Meeting MMC 107               |
| 1980 | Galaxy Group             | Astroganga/Maya (45 giri)                                  | Meeting MMC 108               |
| 1980 | Angelo e il gruppo clown | Piccola Lulù/Tubby(45 giri)                                | Meeting MMC 116               |
| 1982 | Il Piccolo Coro di Lilly | I bon bon di Lilly/Toto (45 giri)                          | Meeting/CLS MMC 121           |
| 1982 | Patrizia Tapparelli      | Io e te/Io e te (strumentale)(45 giri)                     | G&G Records GG 0031           |
| 1982 | Giuseppe Di Stefano      | Malafemmena (45 giri)                                      | CLS MDRL-28166                |
| 1985 | Cristina D'Avena         | Il grande sogno di Maya                                    | Five Record FM 13092          |
| 1985 | Cristina D'Avena         | Le avventure della dolce Katy                              | Five Record FM 13098          |
| 2017 | Mina                     | Tutte le migliori                                          | Clan/PDU                      |

## Filmografia

### Compositore
- Quarta parete (1968)
- Yuppi du (1975)
- Culastrisce nobile veneziano (1976)
- La principessa nuda (1976)
- Ratataplan (1979)
- Sabato, domenica e venerdì (1979)
- Tesoromio (1979)
- Zucchero, miele e peperoncino (1980)
- Qua la mano (1980)
- Il bisbetico domato (1980)
- La moglie in vacanza... l'amante in città (1980)
- Mia moglie è una strega (1980)
- I fichissimi (1981)
- Asso (1981)
- Manolesta (1981)
- Delitto al ristorante cinese (1981)
- Spaghetti a mezzanotte (1981)
- Cornetti alla crema (1981)
- Culo e camicia (1981)
- L'onorevole con l'amante sotto il letto (1981 - arrangiamento)
- Ricchi, ricchissimi... praticamente in mutande (1982)
- Acapulco, prima spiaggia... a sinistra (1982)
- La casa stregata (1982)
- Eccezzziunale... veramente (1982)
- W la foca (1982)
- Sballato, gasato, completamente fuso (1982)
- Amore tossico (1983)
- Il giustiziere della strada (1983)
- Les Déchaînements pervers de Manuela (1983)
- Il ragazzo di campagna (1984)
- Jojami (1984)
- Le due bocche di Marina (1985)
- È arrivato mio fratello (1985)
- Miami Golem (1985)
- Il burbero (1986)
- Grandi magazzini (1986)
- Yuppies - I giovani di successo (1986)
- L'assassino è ancora tra noi (1986)
- Amore solo amore (1986)
- Due assi per un turbo (1987)
- La tempesta (1987)
- I vizi segreti degli italiani quando credono di non essere visti (1987)
- Le prime foglie d’autunno (1988)
- Computron 22 (1988)
- Striker (1988)
- Il vigile urbano (1989-1990)
- Alcune signore per bene (1990)
- C'era un castello con 40 cani (1990)
- L’amante scomoda (1990)
- Black Cobra 4 - Detective Malone (1991)
- Club vacanze (1996)
- Chiavi in mano (1996)
- Titanic - La leggenda continua (2000)

### Attore
- Super rapina a Milano, regia di Adriano Celentano (1964)
- Yuppi du, regia di Adriano Celentano (1975)

## Riconoscimenti
- Premio Internazionale Alessandro Cicognini[6]